# Charly Nouck Horneman
Charly Ngos Nouck Horneman (født 21. marts 2004) er en dansk professionel fodboldspiller, der spiller som kantspiller eller angriber for Viborg FF i Superligaen.

## Klub karriere
Horneman startede sin professionelle karriere i sommeren 2022, hvor han underskrev en førsteholdskontrakt med OB. Han kom til OB som U19-spiller i 2021. Inden da spillede han for Næsby og OKS.
Den 15. juli 2024 blev Nouck solgt til Viborg FF, hvor han skrev under på en kontrakt frem til juni 2028.